# 宮城県道160号秋保温泉川崎線
宮城県道160号秋保温泉川崎線（みやぎけんどう160ごう あきうおんせんかわさきせん）は、宮城県仙台市太白区秋保町の秋保温泉から柴田郡川崎町の国道457号を結ぶ一般県道である。

## 概要
奥州三名湯のひとつで知られる秋保温泉と川崎町を最短距離で結ぶ県道路線。
川崎町に入りしばらく走ると急勾配と急カーブが続き、冬場はスリップ事故が起こりやすいので注意が必要。
降雪や凍結時は遠回りになるが宮城県道・山形県道62号仙台山寺線と国道286号を進むのが安全である。
峠をすぎると釜房ダムの湖畔を通り国道457号と接続する。

### 路線データ
- 起点：宮城県仙台市太白区秋保町湯元（宮城県道62号仙台山寺線交点＝秋保温泉入口交差点）
- 終点：宮城県柴田郡川崎町川内（国道457号交点）

## 路線状況
柴田郡川崎町大字支倉字赤沢山 - 同町大字川内字佐山までの5.0 km区間は、総重量14トンを越える車両は通年通行規制されている。道路の管理区分は、仙台市内区間は仙台市の管理道、川崎町区間は宮城県の管理道とに分けられる。道路は全て舗装されているが、釜房湖沿岸道の区間が未改良である（2014年4月現在）。

### 道路施設
- のぞき橋（名取川、仙台市太白区）
- 滝見橋（太郎川、川崎町川内）

## 地理

### 通過する自治体
- 宮城県
  - 仙台市太白区 - 柴田郡川崎町

### 交差する道路
- 国道457号  （川崎町）
- 宮城県道・山形県道62号仙台山寺線  （仙台市）
- 宮城県道131号秋保温泉線 （仙台市）

### 沿線
- 秋保温泉
  - 名取川
  - 磊々峡
- 釜房ダム
  - 釜房湖